# Valentin Merlet
Valentin Merlet est un acteur français.
Actif dans le doublage, il est notamment la voix française régulière d'Adam Driver et une voix récurrente de Jamie Dornan, Alexander Skarsgård et Armie Hammer.

## Biographie
Depuis 1995, Valentin Merlet joue au cinéma. Il a notamment incarné Raoul, le fils de Max, interprété par Vincent Lindon dans La Belle Verte de Coline Serreau. Il est aussi présent au sein de téléfilms et séries télévisées.
De 2009 à 2012, il tient l'un des rôles principaux de la série française Enquêtes réservées.
En 2016, il intègre la distribution de la série policière Engrenages, diffusée sur Canal + : il interprète le commissaire Beckriche, nouveau chef du 2° DPJ 92.
Travaillant régulièrement dans le doublage, il est notamment l'une des voix françaises récurrentes d'Adam Driver, Jamie Dornan, Alexander Skarsgård et Armie Hammer.

## Filmographie

### Cinéma
- 1995 : La Cérémonie de Claude Chabrol : Gilles
- 1996 : La Belle Verte de Coline Serreau : Raoul
- 2003 : Tais-toi ! de Francis Veber : le premier loubard
- 2005 : Olé ! de Florence Quentin : Alexandre Veber
- 2013 : Joséphine d'Agnès Obadia : Aymeric
- 2013 : Cheba Louisa de Françoise Charpiat : le chef de service
- 2015 : Le Goût des merveilles d'Éric Besnard : le banquier
- 2016 : Compulsion (Sadie) de Craig Goodwill : Thierry

### Télévision
- 1996 : Julie Lescaut, épisode 3 saison 5, La Fête des mères de Josée Dayan : Serge
- 2000-2001 : Madame le Proviseur
- 2003 : PJ, saison 7 épisode 9, Assaut de Gérard Vergez : Da Silva
- 2004 : Julie Lescaut, épisode 3 saison 13, Secrets d'enfants de Dominique Tabuteau : Anthony
- 2007 : Alice Nevers : Le juge est une femme : Nicolas Cariven
- 2009 : Les Bleus, premiers pas dans la police
- 2009 : L'École du pouvoir de Raoul Peck : Louis de Cigy (mini-série)
- 2009-2012 : Enquêtes réservées : Adjudant puis Adjudant-Chef Pierre-Yves Malo
- 2010 : Le Grand Ménage
- 2010 : Julie Lescaut, épisode 1 saison 19, La morte invisible de Thierry Petit : Hervé Lameneur
- 2017-2018 : Tunnel : le commandant Astor Chaput
- 2017-2020 : Engrenages : le commissaire Arnaud Beckriche
- 2019 : Criminal: France : l'avocat de Caroline Solal
- 2022 : Meurtres à Sandhamn : Michel Dupois

## Doublage

### Cinéma

#### Films
- Adam Driver dans (14 films) :
  - Star Wars, épisode VII : Le Réveil de la Force (2015) : Ben Solo / Kylo Ren
  - Midnight Special (2016) : Paul Sevier
  - Silence (2016) : le père Francisco Garupe
  - Star Wars, épisode VIII : Les Derniers Jedi (2017) : Ben Solo / Kylo Ren
  - L'Homme qui tua Don Quichotte (2018) : Toby
  - BlacKkKlansman : J'ai infiltré le Ku Klux Klan (2018) : Flip Zimmerman
  - The Dead Don't Die (2019) : Ronald Peterson
  - Marriage Story (2019) : Charlie Barber
  - Star Wars, épisode IX : L'Ascension de Skywalker (2019) : Ben Solo / Kylo Ren
  - Le Dernier Duel (2021) : Jacques Le Gris
  - House of Gucci (2021) : Maurizio Gucci
  - White Noise (2022) : Jack Gladney
  - 65 : La Terre d'avant (2023) : le commandant Mills
  - Ferrari (2023) : Enzo Ferrari

- Jamie Dornan dans (9 films) : 
  - Cinquante nuances de Grey (2015) : Christian Grey
  - La Neuvième Vie de Louis Drax (2016) : Dr Allan Pascal
  - Cinquante nuances plus sombres (2017) : Christian Grey
  - Cinquante nuances plus claires (2018) : Christian Grey
  - Robin des Bois (2018) : Will Scarlet
  - Love Again (2019[1]) : Jack
  - Synchronic (2019[2]) : Dennis Dannelly
  - Belfast (2021) : Pa
  - Mystère à Venise (2023) : Dr Leslie Ferrier

- Alexander Skarsgård dans (5 films) : 
  - Melancholia (2011) : Michael
  - The Giver (2014) : le père de Jonas
  - Tarzan (2016) : John Clayton III, Lord Greystoke / Tarzan
  - War on Everyone : Au-dessus des lois (2016) : le détective Terry Monroe
  - Mute (2018) : Leo Beiler

- Armie Hammer dans (5 films) :
  - Nocturnal Animals (2016) : Hutton Morrow
  - Call Me by Your Name (2017) : Oliver
  - Une femme d'exception (2018) : Martin Ginsburg
  - Attaque à Mumbai (2018) : David
  - Rebecca (2020) : Maxim de Winter

- Jack O'Connell dans (4 films) :
  - Invincible (2014) : Louis « Louie » Zamperini
  - Money Monster (2016) : Kyle Budwell
  - La Loi de la jungle (2019) : Walter « Lion » Kaminski
  - 28 Ans plus tard (2025) : Sir Jimmy Crystal

- Pablo Schreiber dans :
  - 13 Hours (2016) : Kris « Tanto » Paronto
  - Criminal Squad (2018) : Ray Merrimen

- Charlie Hunnam dans :
  - Papillon (2017) : Henri « Papillon » Charrière
  - Le Gang Kelly (2019) : le sergent O'Neill

- Scott Eastwood dans :
  - Overdrive (2017) : Andrew Foster
  - Un homme en colère (2021) : Jan

- Luke Hemsworth dans :
  - Thor: Ragnarok (2017) : l'acteur de théâtre interprétant Thor (caméo)
  - Thor: Love and Thunder (2022) : l'acteur de théâtre interprétant Thor (caméo)

- Jack Whitehall dans :
  - Casse-Noisette et les quatre royaumes (2018) : Harlequin
  - Jungle Cruise (2021) : McGregor Houghton

- 1994 : Super Noël : le chef des elfes (Kenny Vadas)
- 2004 : The Punisher : ? (?)
- 2012 : Les Saphirs : le lieutenant Jensen (T. J. Power)
- 2012 :  Twilight, chapitre V : Révélation, 2e partie : Nahuel (J. D. Pardo)
- 2013 : White House Down : le capitaine Hutton (Anthony Lemke)
- 2015 : Un voisin trop parfait : Noah Sandborn (Ryan Guzman)
- 2015 : Superfast 8 : Curtis (Daniel Booko (en))
- 2015 : Magic Mike XXL : Augustus (Michaël Trahan)
- 2015 : Au cœur de l'océan : le capitaine George Pollard (Benjamin Walker)
- 2015 : The Big Short : Le Casse du siècle : voix additionnelles
- 2015 : Témoin à louer : Kip / Carew (Alan Ritchson)
- 2016 : Spotlight : Patrick McSorley (Jimmy LeBlanc (en))
- 2016 : Divergente 3 : Au-delà du mur : Romit (Andy Bean (en))
- 2016 : Demolition : Todd Koehler (Brendan Dooling)
- 2016 : Mr. Right : Johnny Moon (Michael Eklund)
- 2016 : X-Men: Apocalypse : Alexander Summers / Havok (Lucas Till)
- 2016 : La Grande Muraille : le commandant Chen Red (Eddie Peng)
- 2016 : Neruda : le secrétaire du président [Qui ?]
- 2016 : Don't Breathe : La Maison des ténèbres : Money (Daniel Zovatto)
- 2016 : Les Enquêtes du département V : Délivrance : Johannes (Pål Sverre Hagen)
- 2016 : Insaisissables 2 : Owen Case (Ben Lamb)
- 2017 : xXx : Reactivated : Hawk (Michael Bisping)
- 2017 : The Foreigner : Sean Morrison (Rory Fleck Byrne (en))
- 2017 : La Momie : un journaliste (Matthew Wilkas (en))
- 2017 : Battle of the Sexes : Eugene « Gene » Scott [Qui ?]
- 2017[3] : The Current War : Les Pionniers de l'électricité : Nikola Tesla (Nicholas Hoult)
- 2018 : Hurricane : Clement Rice (Jamie Andrew Cutler)
- 2018 : Game Night : « le Bulgare » (Michael C. Hall)
- 2018 : Yucatán : Marco (Xavi Lite (es))
- 2019 : Velvet Buzzsaw : Bryson (Billy Magnussen)
- 2019 : Jo Pil-Ho : Souffle de rage : Nam Sung-sik (Park Byung-eun (en))
- 2019 : Une catastrophe n'arrive jamais seule (es) : Diego (Álex García)
- 2019 : Midway : le lieutenant Clarence Earle Dickinson (Luke Kleintank)
- 2019 : Goodbye : Jamie (Josh O'Connor)
- 2020 : Ultras (it) : Gabbiano (Daniele Vicorito (it))
- 2020 : Mulan : le chancelier (Nelson Lee)
- 2020 : Marraine ou presque : Hugh Prince (Santiago Cabrera)
- 2020 : Superintelligence : Superintelligence #1 (Patrick Bristow) (voix)
- 2021 : Le Tigre blanc : Ashok (Rajkummar Rao (en))
- 2021 : Palmer : Jerry (Dean Winters)
- 2021 : The Deep House : Ben (James Jagger)
- 2021 : Kate : le médecin (Hirotaka Renge)
- 2021 : Que souffle la romance : James (Luke Macfarlane)
- 2021 : Dans les yeux de Tammy Faye : Gary Paxton (en) (Mark Wystrach (en))
- 2021 : The King's Man : Première Mission : le capitaine Morton (Matthew Goode)
- 2021 : La Dernière Lettre de son amant : Rory McCallan (Nabhaan Rizwan)
- 2021 : Quatre moitiés (it) : Dario (Giuseppe Maggio)
- 2022 : Perdus dans l'Arctique : Unger (Frankie Wilson)
- 2022 : Blacklight : Drew Hawthorne (Tim Draxl (en))
- 2022 : Les Animaux fantastiques : Les Secrets de Dumbledore : Abelforth Dumbledore (Richard Coyle)
- 2023 : Unseen (en) : Charlie (Michael Patrick Lane)
- 2023 : Nuovo Olimpo : Antonio (Alvise Rigo)
- 2023 : Finestkind : Pete Weeks (Clayne Crawford)
- 2023 : Amelia's Children : Ed, Manuel et Artur (Carloto Cotta)
- 2023 : Ils étaient un seul homme : Joe Rantz (Callum Turner)
- 2023 : Tom Brady à tout prix (en) : ? (?)
- 2024 : Land of Bad : le sergent Bishop (Ricky Whittle)
- 2024 : Jamais plus : Atlas Corrigan (Brandon Sklenar)
- 2024 : The Killer's Game : ? (?)
- 2024 : Horizon : Une saga américaine, chapitre 1 : Elias Janney (Scott Haze)
- 2025 : The Amateur : Mishka Blazhic (Marc Rissmann)
- 2025 : Jurassic World : Renaissance : Reuben Delgado (Manuel Garcia-Rulfo)
- 2025 : Happy Gilmore 2 : Frank Manatee (Benny Safdie)

#### Films d'animation
- 2003 : La Légende de Parva : le jeune homme no 2
- 2017 : Les Schtroumpfs et le Village perdu : le Schtroumpf costaud[n 1]
- 2018 : Spider-Man: New Generation : Peter B. Parker / Spider-Man[n 2]
- 2019 : LEGO DC Batman: Family Matters : voix additionnelles
- 2019 : Batman : Silence : Le Sphinx
- 2020 : Dragon Quest: Your Story : Pankraz
- 2020 : LEGO Star Wars : Joyeuses Fêtes : Ben Solo / Kylo Ren
- 2021 : LEGO Star Wars : Histoires terrifiantes : Ben Solo / Kylo Ren
- 2022 : LEGO Star Wars : C'est l'été ! : Ben Solo / Kylo Ren
- 2023 : Spider-Man : Across the Spider-Verse : Peter B. Parker / Spider-Man[n 2]
- 2025 : La Rose de Versailles (en) : Alain de Soissons
- 2025 : Predator: Killer of Killers : Delgado

### Télévision

#### Téléfilms
- Peter Porte (en) dans :
  - Un Noël de Cendrillon (2016) : Nikolaus Karmichael
  - Le surfeur d'à côté (2017) : Lucas McKinnon
  - Noël avec un inconnu (2017) : Aiden Harris
  - Noël avec un inconnu 2 (2019) : Aiden Harris
  - Terreur sur le lac (2021) : Lucas

- Kristoffer Polaha dans :
  - Comment rencontrer l'âme sœur en 10 leçons (2016) : Robert
  - Petits meurtres sur le campus : Coup de théâtre ! (2019) : Travis Burke
  - Tout ce que je veux pour Noël… c'est toi ! (2022) : Robby
  - Un Noël enchanté (2023) : Jack Huston

- 2015 : L'Infidélité de Lily : Grayson Kendall (Clayton Chitty (en))
- 2016 : Faux-semblants : Manny (Al Galvez)
- 2016 : Maman 2.0 : Josh Moss (Aidan Kahn)
- 2016 : Noël sur glace : Jullian (Michael Teigen)
- 2017 : 10 rendez-vous pour séduire : Chris Kellman (Andra Fuller (en))
- 2018 : La Double Vie de mon mari : Leo Friedman (Damon Dayoub)
- 2018 : My Dinner with Hervé : Danny Tate (Jamie Dornan)
- 2021 : Milliardaire ou presque : Joe Franklin (Brooks Darnell)
- 2021 : Notre incroyable anniversaire : Tony Sanchez (William Levy)
- 2021 : Noël à la ferme : Jack London (Darren McMullen (en))
- 2022 : Un ex toxique : Danny (Alex Trumble)
- 2022 : Le Nounou de Noël : Nate Walker (Matthew James Dowden)
- 2022 : Les Olympiades de Noël : Chase Weston (Justin Bruening)
- 2023 : La Vengeance de Diana : Jeffrey (Paul Diaz)
- 2023 : Un Noël magique à New York : Daniel (Daniyal en VO) Khan (Fuad Ahmed)

#### Séries télévisées
- Jay Hayden (en) dans (4 séries) : 
  - The Catch (2016-2017) : Danny Yoon (20 épisodes)
  - SEAL Team (2017) : Brian Armstrong (4 épisodes)
  - Grey's Anatomy : Station 19 (depuis 2018) : Travis Montgomery (96 épisodes - en cours)
  - Grey's Anatomy (2020-2022) : Travis Montgomery (4 épisodes)

- E. J. Bonilla dans :
  - Unforgettable (2015-2016) : l'inspecteur Denny Padilla (13 épisodes)
  - Younger (2016) : Hector (saison 2, épisodes 3 et 6)
  - The Long Road Home (en) (2017) : le lieutenant Shane Aguero (mini-série)

- Jonathan Togo dans :
  - Les Experts : Miami (2004-2012) : Ryan Wolfe (182 épisodes)
  - Lucifer (2017) : Anthony Annan (saison 2, épisode 14)

- Greg Finley dans :
  - Flash (2014-2016) : Tom Woodward / Gider (3 épisodes)
  - iZombie (2015-2017) : Drake Holloway (9 épisodes)

- Echo Kellum dans : 
  - Arrow (2015-2020) : Curtis Holt / Mr Terrific (73 épisodes)
  - Legends of Tomorrow (2017) : Curtis Holt / Mr Terrific (saison 3, épisodes 5 et 8)

- Santiago Cabrera dans :
  - Big Little Lies (2017-2019) : Joseph Bachman (8 épisodes)
  - Star Trek: Picard (2020-2022) : Cristóbal « Chris » Rios (20 épisodes)

- Alexander Skarsgård dans : 
  - The Little Drummer Girl (2018) : Gadi Becker (mini-série)
  - Succession (2021-2023) : Lukas Matsson (10 épisodes)

- Shaun Sipos dans :
  - Krypton (2018-2019) : Adam Strange (20 épisodes)
  - Outer Range (2022-2024) : Luke Tillerson (14 épisodes)

- Zane Holtz dans :
  - Katy Keene (2020) : K.O Kelly (13 épisodes)
  - Riverdale (2021-2022) : K.O Kelly (saison 5, épisode 1 et saison 6, épisode 10)

- 2002 : Inspecteur Barnaby : Daniel « Dan » Talbot (Sam Crane (en)) (saison 5, épisode 4)
- 2004 : Nip/Tuck : Nightmare / Cauchemar (T. J. Thyne)
- 2007 : Stargate SG-1 : Nisal (Aaron Brooks)
- 2008 : Les Enquêtes de l'inspecteur Wallander : Magnus Martinsson (Tom Hiddleston)
- 2011 : Ange ou Démon : Graziel (Jorge Suquet)
- 2011-2012 : The Secret Circle : Nick Armstrong (Louis Hunter)
- 2012-2013 : Smash : Bobby (Wesley Taylor)
- 2013 : Bonnie and Clyde: Dead and Alive : Clyde Barrow (Emile Hirsch) (mini-série)
- 2013 : Marvel : Les Agents du SHIELD : Thomas Ward (Tayler Rittel)
- 2013 : Banshee : Eljay Bodecker (Jesse C. Boyd)
- 2014 : Les Mystères de Laura : Marco Da Silva (Rey Lucas)
- 2014 : Blacklist : Duncan Prince (Cameron Scoggins)
- 2014-2015 : Downton Abbey : Charlie Rogers (Sebastian Dunn) (4 épisodes)
- 2015 : Madam Secretary : Harrison Dalton (Jason Ralph)
- 2015-2016 : Vikings : Roland (Huw Parmenter) (2e voix, saison 4)
- 2015-2018 : Jessica Jones : Will Simpson (Wil Traval) (10 épisodes)
- 2015-2018 : UnREAL : Roger Lockwood (Tom Brittney) (8 épisodes)
- 2015-2019 : Crazy Ex-Girlfriend : Tim (Michael McMillian) (22 épisodes)
- 2016 : Vinyl :  Kip Stevens (James Jagger)
- 2016 : The Five : Karl Hatchett (Martin McGreadie)
- 2016 : Esprits criminels : Unité sans frontières : Kris Hall (Josh Casaubon)
- 2016 : The Young Pope : le premier ministre italien (Stefano Accorsi)
- 2016 : Madoff, l'arnaque du siècle : Bernie Madoff jeune (Ben Dreyfuss (en)) (mini-série)
- 2016-2017 : The Walking Dead : Daniel (Daniel Newman) (10 épisodes)
- 2016-2018 : L'Arme fatale : Martin Riggs (Clayne Crawford) (41 épisodes)
- 2016-2019 : The OA : Scott Brown (Will Brill) (12 épisodes)
- 2017-2021 : American Gods : Ombre Moon (Ricky Whittle) (26 épisodes)
- 2018 : Safe : Josh Mason (Emmett J. Scanlan (en)) (mini-série)
- 2018 : The Good Place : Larry Hemsworth (Ben Lawson)
- 2018 : The Cry : Henry McCallum (David Elliot)
- 2018 : Gotham : Gil Rooney (Matthew C. Flynn)
- 2018 : Shooter : Ray Brooks jeune (Chad Michael Collins) (saison 3, épisode 8)
- 2018 : Bad Blood : Reggie Ross (Ryan McDonald) (8 épisodes)
- 2018-2019 : Vida : Thlaloc Medina (Ramses Jimenez)
- 2018-2024 : Yellowstone : Rip Wheeler (Cole Hauser) (53 épisodes)
- 2019 : True Detective : Tom Purcell (Scoot McNairy) (8 épisodes)
- 2019 : Mindhunter : Charles « Tex » Watson (Christopher Backus) (saison 2, épisode 5)
- 2019 : Watchmen : le sénateur Joseph « Joe » Keene Jr. (James Wolk) (mini-série)
- 2019 : Swamp Thing : Alec Holland (Andy Bean) (10 épisodes)
- 2019-2022 : Batwoman : Jonathan « Souris » Cartwright (Sam Littlefield) (17 épisodes)
- 2020 : The Boys : le faux Butcher (Kym Wyatt McKenzie) (saison 2, épisode 1)
- 2020 : L'Autre Côté : Hugo Mujica (Unax Ugalde) (13 épisodes)
- 2021 : Cobra Kai : Rodney (Grayson Berry) (saison 3, épisode 2)
- 2021 : WandaVision : le scientifique d'Hydra (Hans Obma) (mini-série, épisode 8)
- 2021 : Mare of Easttown : le père Dan Hastings (Neal Huff) (mini-série)
- 2021 : Hit & Run : Isaac (Michael Aronov) (3 épisodes)
- 2021 : Modern Love : Van (Tobias Menzies) (saison 2, épisode 8)
- 2021 : Fear the Walking Dead : Will (Gus Halper) (saison 7, épisodes 1 et 8)
- 2021 : Sissi : le comte Grünne (David Korbmann) (mini-série)
- 2021 : Calls : le commandant Perry (Johnny Sneed) (voix - saison 1, épisode 8)
- 2021 : The One : Matheus Silva (Albano Jerónimo) (7 épisodes)
- 2021 : Big Sky : le shérif-adjoint Al George (Paul Piaskowski) (5 épisodes)
- 2021 : Dom : Barradas (Marcelo Pio) (saison 1, épisode 8)
- depuis 2021 : Ginny et Georgia : Gabriel Cordova (Alex Mallari Jr.)
- 2022 : Pam and Tommy : Simon (Adam Croasdell) (mini-série, épisode 8)
- 2022 : Vikings: Valhalla : Arne Gormsson (Pääru Oja)
- 2022 : WeCrashed : Adam Neumann (Jared Leto) (mini-série)
- 2022 : Dollface : Fender (Luke Cook) (4 épisodes)
- 2022 : Moon Knight : Anton Mogart / Homme de minuit (Gaspard Ulliel) (mini-série)
- 2022 : Sur ordre de Dieu : Robin Lafferty (Seth Numrich) (mini-série)
- 2022 : Pistol : Steve Jones (Toby Wallace) (mini-série)
- 2022 : Dahmer - Monstres : L'Histoire de Jeffrey Dahmer : l'inspecteur Rauss (Matt Cordova) (mini-série)
- 2022 : The Golden Hour (nl) : Rob (Peter Post) (5 épisodes)
- 2022-2025 : The Cleaning Lady (en) : Arman Morales (Adan Canto)
- depuis 2022 : La Défense Lincoln : Mickey Haller (en) (Manuel Garcia-Rulfo)
- 2022-2025 : Sandman : le Corinthien (Boyd Holbrook)
- depuis 2022 : Le Seigneur des anneaux : Les Anneaux de Pouvoir : Gil-galad (Benjamin Walker)
- depuis 2022 : The Tourist : l'Homme (Jamie Dornan) (doublage France TV)
- 2023 : La Cité invisible : Danilo (Marcos de Andrade) (saison 2)
- 2023 : Valeria : Bruno Aguilar (Federico Aguado)
- 2023 : Dévoré par les flammes : Javi (Isak Ferriz (es)) (mini-série)
- 2023 : Wilderness : Will Taylor (Oliver Jackson-Cohen) (mini-série)
- 2023 : Une lueur d'espoir : Willem Arondéus (Sean Hart) (mini-série)
- 2023 : Black Snow (en) : Anton Bianchi (Alexander England (en))
- 2023 : Champion (en) : Philip (Fergus Rees) (7 épisodes)
- 2023 : Le Renard : Prince des voleurs : Dr Rainsford Sneed (Nicholas Burton)
- 2024 : Masters of the Air : le lieutenant James Douglass (Elliot Warren) (mini-série)
- 2024 : Sexy Beast (en) : Gal Dove (James McArdle (en))
- 2024 : Avatar, le dernier maître de l'air : le général Li (Kevan Ohtsji)
- 2024 : Constellation : Magnus Taylor (James D'Arcy)
- 2024 : Supersex : Tommaso (Adriano Giannini)
- 2024 : Zorro : Cristóbal (José Gigar)
- 2024 : L'Amour trompé : Stefano (Emanuel Caserio) (mini-série)
- 2024 : Nautilus : le capitaine Nemo (Shazad Latif)
- 2024 : Golden Kamui : La chasse aux évadés (en) : Kiroranke (Hiroyuki Ikeuchi)
- 2025 : On Call : Smokey (Lobo Sebastian)
- 2025 : Dope Thief : Manny Carvalho (Wagner Moura) (mini-série)
- 2025 : Andor : Pluti (Marc Rissmann) (saison 2, épisode 5)
- 2025 : Ironheart : Cousin John (en) (Manny Montana) (mini-série)
- 2025 : Adults : Samir Rahman (Malik Elassal (en))

#### Séries d'animation
- 2016 : Star Wars : L'Aube de la Résistance : Kylo Ren
- 2018 : Le Prince des dragons : Runaan
- 2021 : M.O.D.O.K. : Austin Van Der Sleet
- 2023 : Vinland Saga : Gardar et voix additionnelles (doublage Netflix)
- 2023 : Le Pavillon des hommes : Matsushima
- 2023 : Transformers: EarthSpark : Grimlock
- 2024 : X-Men ’97 : Steve Rogers / Captain America

### Jeux vidéo
- 2015 : Disney Infinity 3.0 : Kylo Ren
- 2016 : Lego Star Wars : Le Réveil de la Force : Kylo Ren

## Voix off

### Publicités
- Verisure